# Jadwiga Tetmajer-Naimska
Jadwiga Anna Julia Tetmajer-Naimska (ur. 8 sierpnia 1891 w Bronowicach Małych, zm. 6 kwietnia 1975 w Londynie) – polska malarka. Najstarsza córka Włodzimierza Tetmajera i jego żony Anny. Była pierwowzorem Isi (Jadwisi) w Weselu Stanisława Wyspiańskiego. 

## Życiorys
Ukończyła Liceum Żeńskie Heleny Kaplińskiej w Krakowie. Początkowo rysunku i malarstwa uczył ją ojciec, od ok. 1903 r. uczęszczała na prywatne lekcje do Józefa Siedleckiego. Następnie była uczennicą działającej w Krakowie Szkoły Sztuk Pięknych dla Kobiet prowadzonej przez Marię Niedzielską. Od 1911 r. wystawiała z malarzami niezależnymi, w 1919 r. razem z ojcem przebywała w Paryżu. W 1922 r. wyszła za mąż za Ludwika Naimskiego (1894–1971), majora kawalerii Wojska Polskiego. Wraz z nim wędrowała po garnizonach, mieszkając m.in. w Tarnowie, Wilnie, Warszawie i Poznaniu. Mieli jednego syna Michała (ur. 1923). W 1930 r. uczestniczyła w I Wystawie Malarek Polskich, która została zorganizowana w Muzeum Miejskim w Bydgoszczy. Od 1956 roku przebywała w Wielkiej Brytanii, zmarła w Londynie, pochowana została na Cmentarzu South Ealing.
Jadwiga Tetmajer-Naimska malowała pejzaże, portrety i sceny rodzajowe. W twórczości Tetmajer-Naimskiej widać duży wpływ twórczości ojca – Włodzimierza Tetmajera; ważną część stanowią pejzaże malowane z użyciem spokojnych kolorów. Przedstawiane widoki są słoneczne i pogodne. 
W wydanym w 1957 r., staraniem Związku Pisarzy Polskich na Obczyźnie, tomie Wyspiański żywy opublikowała szkic Bronowice dzisiaj. Wspomniała w nim również wesele Lucjana Rydla i Jadwigi Mikołajczykówny.